# Sukabumi (Batu Brak)
Sukabumi is een bestuurslaag in het regentschap Lampung Barat van de provincie Lampung, Indonesië. Sukabumi telt 1609 inwoners (volkstelling 2010).